# LG 시크릿
LG 시크릿(LG Secret, LG KF750)는 LG전자가 2008년 5월 3일에 출시한 휴대 전화기이다.

## 같이 보기
- 싸이언 시크릿